# Arado Ar 66
Arado Ar 66 – niemiecki samolot szkolno-treningowy z okresu  II wojny światowej.

## Historia

Silnik Argus As-10 eksponowany w MLP w Krakowie

Na początku lat trzydziestych w wytwórni Arado Flugzeugwerke GmbH rozpoczęto pracę nad serią samolotów dwupłatowych. W tym czasie opracowano samolot myśliwski Arado Ar 65 i równocześnie przystąpiono do opracowywania podobnego samolotu szkolnego, który różnił się od niego tylko inną kabiną, która miała miejsca dla dwóch osób. Pracami kierował początkowo inż. Rethel, w późniejszym czasie na czele zespołu konstrukcyjnego stanął inż. Walter Blume.
Dla obniżenie kosztów produkcji i eksploatacji w konstrukcji maszyny wprowadzono unifikację pewnych elementów, np. dolny i górny płat były wymienne (miały ten sam kształt i te same rozmiary). Prototyp samoloty oznaczony jako Ar 66A został oblatany w 1932 roku. Opracowano także wersję pływakową tego samolotu, którą oznaczono jako Ar 66B. W 1933 roku rozpoczęto produkcję seryjną samolotów Ar 66 i już w toku produkcji seryjnej opracowano kolejną wersję oznaczoną jako Ar 66C. Ta ostatnia wersja stała się podstawowym samolotem szkolnym w szkołach lotniczych.
Łącznie wyprodukowano 1456 samolotów Ar 66

## Użycie
Od momentu wprowadzenia do produkcji seryjnej samoloty Ar 66 zaczęto wprowadzać do szkół lotniczych i znalazły się w szkołach pilotażu FFS A/B 4 (Flugzeugführerschule A/B 4) w Pradze-Kbely, Sch./FAR 11 (Schule/Fliegerausbildungs-Regiment 11) w Schonwalde, Sch./FAR 23 (Schule/Fliegerausbildungsregiment 23) w Kaufbeuren i FFS A/B 166 (Flugzeugführerschule A/B 116) w Goppingen. Gdzie były użytkowane do końca wojny.

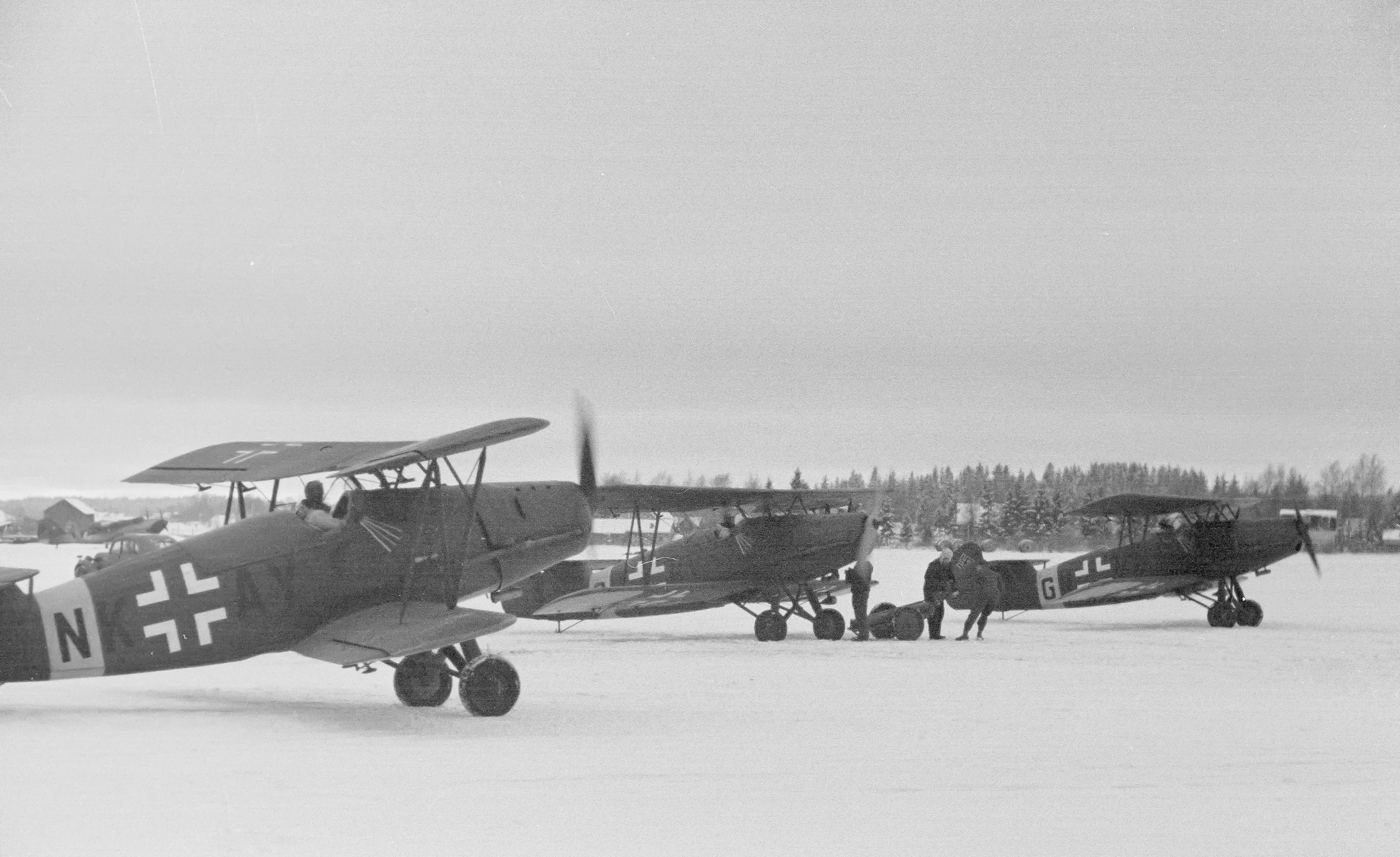
Samoloty Ar 66 eksploatowane w warunkach zimowych

W 1943 roku wykorzystując doświadczenia z frontu wschodniego, wzorując się na radzieckich eskadrach nocnych wyposażonych w samoloty Po-2, utworzone eskadry lekkich bombowców nocnych (Störkampfstaffeln), a następnie z tych eskadr nocne dywizjony szturmowe (Nachtschlachtgruppen), które wyposażono w samoloty Ar 66C oraz Gotha Go 145. Istniały 5 takich dywizjonów z których: 3 (NSGr 2, NSGr 3 i NSGr 5) działało na terenie Rosji, 1 (NSGr 8) w Finlandii a 1 (NSGr 12) na Łotwie. Samoloty Ar 66C w tych dywizjonach przystosowano do zrzucania bomb o wagomiarze do 4 kg. W tym charakterze samolotów tych używała też kolaboracyjna rosyjska 1 Wschodnia Eskadra Lotnicza.
W 1937 roku 6 samolotów w wersji Ar 66C zakupiły wojska hiszpańskie gen. Franco, które wykorzystywano w czasie hiszpańskiej wojny domowej. 
Po zakończeniu II wojny światowej kilka samolotów tego typu było użytkowanych przez lotnictwo czechosłowackie.  

## Opis konstrukcji
Samolot Ar 66 był dwupłatem o konstrukcji mieszanej. Kabina odkryta, dwumiejscowa, w tandemie. Podwozie klasyczne – stałe, z płozą ogonową. Statecznik pionowy był przymocowany do końca kadłuba, usterzenie poziome było zamontowane na górnej powierzchni tyłu kadłuba. Napęd stanowił silnik rzędowy Argus As 10C, który napędzał dwułopatowe drewniane śmigło o średnicy 2,5 m.